# Daniel Antonsson
Daniel Levin Antonsson (Göteborg, Švedska, 16. prosinca 1974.) švedski je heavy metal-glazbenik. Bio je basist sastava melodičnog death metala Dimension Zero. Također je svirao u skupinama Dark Tranquillity i Soilwork. Prvi sastav s kojim je svirao jest Pathos.

## Diskografija
- Dark Tranquillity – We Are the Void (2010.)
- Dimension Zero – This Is Hell (2003.)
- Dimension Zero – He Who Shall Not Bleed (2007.)
- Soilwork – Sworn to a Great Divide (2007.)
- Pathos – Hoverface (1997.)
- Pathos – Uni Verse Universe (1998.)
- Pathos – Katharsis (2002.)
- Akani – Through My Darkest Infernal (2016.)